# 三六式無線機
三六式無線機（さんろくしきむせんき、公式名称は三六式無線電信機）とは日本海軍が1903年（明治36年）に採用した無線機。特に、日露戦争の日本海海戦の際に使用されて戦果に寄与した。
日本海軍が制式採用した無線機としては、三四式に次ぐ二代目である。実物を忠実に復元したものが横須賀の記念館「三笠」無線電信室に、またそのレプリカが無線通信歴史展示室で展示されている。
2017年9月5日に国立科学博物館の定めた重要科学技術史資料（通称:未来技術遺産）の第00228号として登録された。

## 開発の経緯
19世紀末から20世紀初頭は無線通信の黎明期であり、1900年（明治33年）にグリエルモ・マルコーニがマルコーニ国際海洋通信会社を設立し世界初の海上公衆通信を開始している。
日本海軍も無線機開発に着手しており、1900年（明治33年）に電気試験所の松代松之助主任と旧制第二高等学校の木村駿吉教授らにより、千葉県の津田沼と横須賀の大津間の通信距離54kmで実験が行われた。1901年（明治34年)に通信距離70海里(約100km)の三四式無線機を開発した。しかし、三四式無線機には当時の艦隊行動範囲である80海里に対して通信距離が短すぎるという問題や、用いていたインダクションコイルを当時の日本では量産できないという問題があった。
1902年（明治35年）、日本海軍は、横須賀、田浦の横須賀海軍工廠に通信技術者を集めて無線機開発に取り組ませた。結果として、性能面で独シーメンス社のリレーを採用するといった改良が加えられた事や、調達面で安中電機製作所（現アンリツ）がインダクションコイルの国産化に成功し、200海里の通信と部品の安定供給が可能となった。
1903年（明治36年)、三六式無線機が誕生し、通信距離が1,000kmに達した。日本海軍は、全艦船に搭載するべく無線機工場を設置し昼夜兼行で製造した。戦艦（「三笠」など）や巡洋艦等大型艦艇より順次搭載され、日本海海戦までには仮装巡洋艦も含む駆逐艦以上の全艦艇に装備された。

## 日本海海戦
1905年（明治38年）5月27日午前2時45分、仮装巡洋艦「信濃丸」（艦長成川揆海軍大佐）が北航する病院船「オリョール」の灯火を発見、更に接近し敵大艦隊の存在を確認、4時45分「敵艦隊ラシキ煤煙見ユ」、続けて4時50分「敵ノ第二艦隊見ユ地点二〇三」との暗号電報を送信し、この電報は巡洋艦「厳島」による中継を受けて連合艦隊司令部が座乗する旗艦「三笠」へ到達した。これを受けて司令長官東郷平八郎大将が艦隊の出動を下命、同艦より大本営あてに「敵艦隊見ユトノ警報ニ接シ聯合艦隊ハ直チニ出動、コレヲ撃沈 滅セントス。本日天気晴朗ナレドモ浪高シ」と、報告の電報を送信し、戦闘が開始された。戦闘中も連合艦隊が無線電信を有効利用した事は、戦闘の有利な展開に大いに寄与した。

## 構造

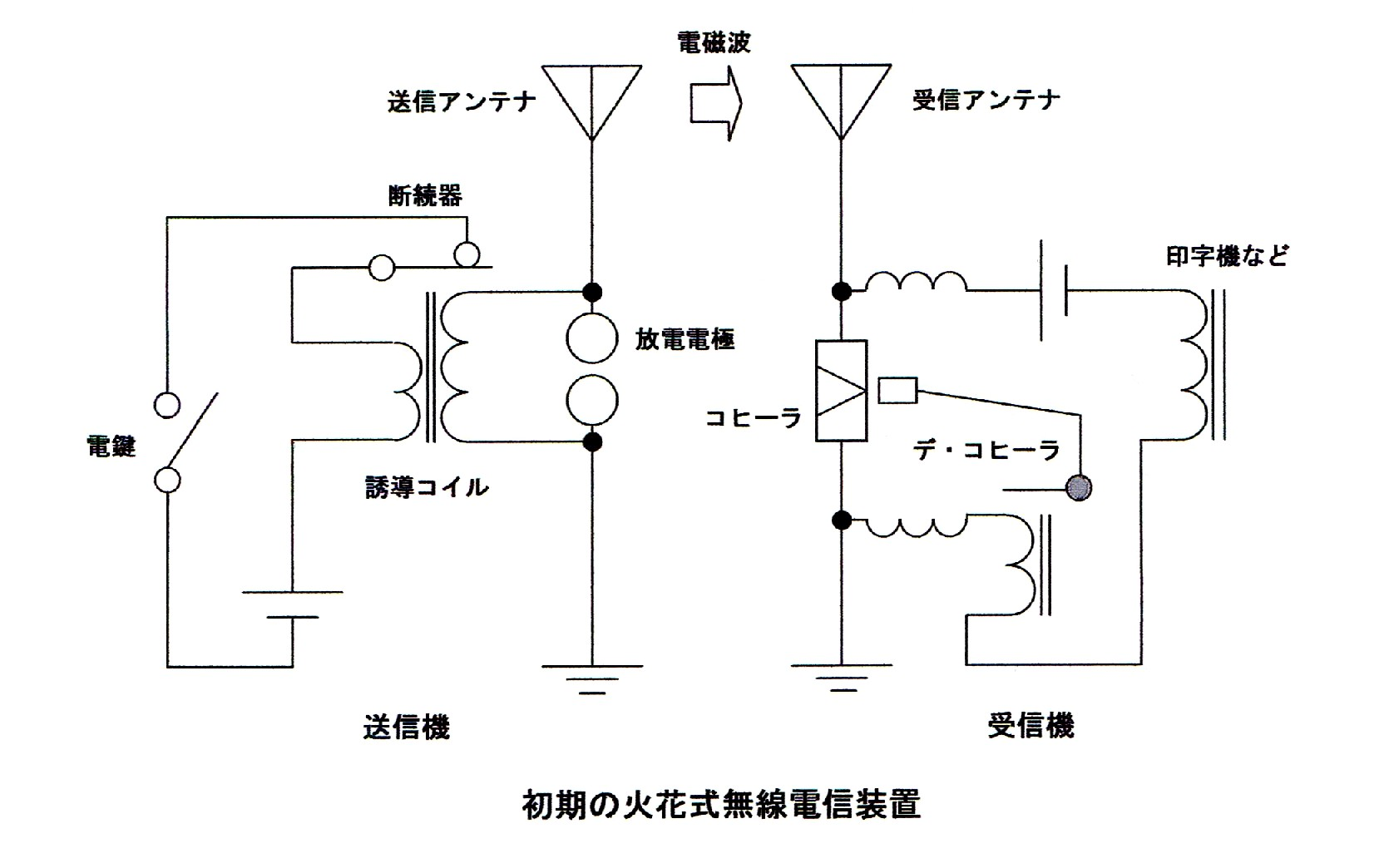

非同調式の普通火花間隙による火花送信機とコヒーラ検波器の受信機からなる。まだ同調回路を有さなかったため送信周波数や受信周波数はアンテナの長さで調整した。送信電波はアンテナ回路により生まれるピーク周波数を持つが、それは先鋭ではなく、また受信機も同様に先鋭な選択受信ができず、複数の通信を同一海域で同時に行う事は不可能であった。また受信出力は当時の有線式電信にならい印字式とした。

## 後継機種
1907年（明治40年）には日本海軍は後継機種である四〇式無線電信機を完成させた。三六式送信機は直流電源と断続器によりインダクションコイル（誘導コイル）を交流のように駆動するするものであったが、四〇式では交流そのものを用いた。
さらに3年後の1910年（明治43年）には四三式無線電信機を実用化した。これは同調式の普通火花送信機と音響受信可能な同調式の鉱石式受信機の組み合わせであり、三六式に比べて大幅に性能を向上させた。逓信省による公衆通信（電報）サービスとしては、1908年（明治41年）の創業時から既に同調式が導入されていたが、海軍省としては四三式が最初の同調式だった。